# Benquet
Benquet je naselje in občina v francoskem departmaju Landes regije Akvitanije. Naselje je leta 2011 imelo 1.512 prebivalcev.

## Geografija
Kraj leži v pokrajini Gaskonji 8 km južno od središča Mont-de-Marsana.

## Uprava
Občina Benquet skupaj s sosednjimi občinami Bougue, Bretagne-de-Marsan, Campagne, Haut-Mauco, Laglorieuse, Mazerolles, Mont-de-Marsan, Saint-Perdon in Saint-Pierre-du-Mont sestavlja kanton Mont-de-Marsan Jug s sedežem v Mont-de-Marsanu. Kanton je sestavni del okrožja Mont-de-Marsan.

## Zanimivosti
- romanska cerkev sv. Krištofa iz 13. do 16. stoletja, vmesna postaja na romarski poti v Santiago de Compostelo, Via Lemovicensis,
- neogotska cerkev sv. Janeza Krstnika (1885-1888),
- dvorec Château de Laurens Castelet iz 19. stoletja,
- vsakoletni glasbeni festival Atout Chœurs.

- Cerkev sv. Krištofa
- Château de Laurens Castelet
- Cerkev sv. Janeza Krstnika

## Pobratena mesta
- Muespach-le-Haut (Haut-Rhin, Alzacija);